# Ro (Italië)
Ro is een gemeente in de Italiaanse provincie Ferrara (regio Emilia-Romagna) en telt 3663 inwoners (31-12-2004). De oppervlakte bedraagt 43,0 km², de bevolkingsdichtheid is 88 inwoners per km².
De volgende frazioni maken deel uit van de gemeente: Alberone, Guarda, Ruina, Zocca.

## Demografie
Ro telt ongeveer 1562 huishoudens. Het aantal inwoners daalde in de periode 1991-2001 met 8,5% volgens cijfers uit de tienjaarlijkse volkstellingen van ISTAT.
| Jaar | Inwoneraantal |
| ---- | ------------- |
| 1991 | 4164          |
| 2001 | 3811          |

## Geografie
De gemeente ligt op ongeveer 5 meter boven zeeniveau.
Ro grenst aan de volgende gemeenten: Berra, Canaro (RO), Copparo, Crespino (RO), Ferrara, Guarda Veneta (RO), Polesella (RO).